# Ōtani Ikue
Ikue Ōtani (大谷 育江 Ikue Ōtani, sinh ngày 18 tháng 8 năm 1965) là một nữ diễn viên, diễn viên lồng tiếng và người dẫn chuyện sống ở Tokyo, Nhật Bản. Cô nổi tiếng với vai trò lồng tiếng các nhân vật anime như trong loạt Pokémon (vai Pikachu), One Piece (vai Tony Tony Chopper), Naruto (vai Konohamaru Sarutobi), Thám tử lừng danh Conan (vai Mitsuhiko Tsuburaya), Uchi no Sanshimai (vai Fu), Konjiki no Gash Bell (vai Gash) và Persona 5 (vai Morgana). Cô hiện đang gắn bó với hãng Mausu Promotion. Tên thú cưng của cô là "Iku-chan". Cô nổi tiếng với việc có thể lồng tiếng cả vai nam và nữ, đôi khi đóng nhiều vai trong một tác phẩm. Cô là người gốc Tokyo, nhưng lớn lên ở tỉnh Niigata.

## Phim ảnh

### Hoạt hình trên truyền hình
| Năm     | Tựa                                          | Vai                                                                       | Ghi chú khác                        |
| ------- | -------------------------------------------- | ------------------------------------------------------------------------- | ----------------------------------- |
| 1986    | Ganbare, Kickers!                            | Kiyoshi Hara                                                              | Phim ra mắt đầu tiên của Otani      |
| 1992    | Hime-chan's Ribbon                           | Himeko Nonohara, Princess Erika                                           |                                     |
| 1992    | Nangoku Shōnen Papuwa-kun                    | Kotaro                                                                    |                                     |
| 1992    | Yu Yu Hakusho                                | Masaru, Natsuko, Fubuki, Shura                                            |                                     |
| 1993    | Nekketsu Saikyō Go-Saurer                    | Takako Kojima, Yuka Mizuhara                                              |                                     |
| 1994    | DNA²                                         | Mashi                                                                     |                                     |
| 1994    | Sailor Moon S                                | U-Chouten                                                                 |                                     |
| 1994    | Haō Taikei Ryū Knight                        | Blue                                                                      |                                     |
| 1995    | Gulliver Boy                                 | Edison                                                                    |                                     |
| 1995    | Juuni Senshi Bakuretsu Eto Ranger            | Usagi, Butashichi                                                         |                                     |
| 1996    | Bakusō Kyōdai Let's & Go!!                   | Jirōmaru Takaba                                                           |                                     |
| 1996    | Thám tử lừng danh Conan                      | Mitsuhiko Tsuburaya                                                       |                                     |
| 1996    | Martian Successor Nadesico                   | Yukina Shiratori                                                          |                                     |
| 1996    | Sailor Moon: Sailor Stars                    | Sailor Tin Nyanko / Suzu Nyanko                                           |                                     |
| 1996    | Slayers                                      | Kira                                                                      |                                     |
| 1996    | Reideen The Superior                         | Fujimaru Mushanokouji                                                     |                                     |
| 1996    | The Vision of Escaflowne                     | Merle                                                                     |                                     |
| 1997    | Pocket Monsters: Episode Sekiei League       | Pikachu của Ash, Goldeen của Misty, Starmie của Misty                     |                                     |
| 1998    | Brain Powerd                                 | Girl of Orphan                                                            |                                     |
| 1998    | Flint the Time Detective                     | Obiru                                                                     |                                     |
| 1998    | Nightwalker: The Midnight Detective          | Guni                                                                      |                                     |
| 1998    | Shadow Skill                                 | Kyuo                                                                      |                                     |
| 1998    | Super Doll Licca-chan                        | Katrina                                                                   |                                     |
| 1999    | Ojamajo Doremi series                        | Hana-chan, Majo Monroe                                                    |                                     |
| 1999    | ToHeart                                      | Rio Hinayama                                                              |                                     |
| 1999    | One Piece                                    | Tony Tony Chopper/Chopperman, Vinsmoke Sanji (child), Enishida, Fake Nami |                                     |
| 2000    | Banner of the Stars                          | Seelnay                                                                   |                                     |
| 2000    | Mewtwo! I Am Here                            | Ash's Pikachu                                                             |                                     |
| 2000    | Moonlight Mask                               | Yamamoto Naoto                                                            | Mùa thứ 2                           |
| 2001    | Go! Go! Itsutsugo Land                       | Mikan                                                                     |                                     |
| 2001    | PaRappa the Rapper                           | Uee, Sweety Bancha (Ep.9)                                                 |                                     |
| 2001    | Nono-chan                                    | Nonoko Yamada                                                             |                                     |
| 2001    | The SoulTaker                                | Maya Misaki                                                               |                                     |
| 2002    | InuYasha                                     | Koryu                                                                     |                                     |
| 2002    | Tokyo Underground                            | Ciel Messiah                                                              |                                     |
| 2003    | Ashita no Nadja                              | Rita Rossi                                                                |                                     |
| 2003    | Saiyuki Reload                               | Seika                                                                     |                                     |
| 2003    | Astro Boy: Mighty Atom                       | Nina                                                                      |                                     |
| 2003    | Naruto                                       | Konohamaru Sarutobi                                                       |                                     |
| 2003    | PoPoLoCrois                                  | Papuu                                                                     |                                     |
| 2003    | Zatch Bell!                                  | Zatch Bell                                                                | Tập 1–141                           |
| 2004    | Doki Doki School Hours                       | Shizuka Nagare                                                            | Còn được gọi là "Chủ tịch (Iincho)" |
| 2004    | Hamtaro                                      | Oshare                                                                    |                                     |
| 2004    | Harukanaru Toki no Naka de                   | Fujihime                                                                  |                                     |
| 2004    | Kannazuki no Miko                            | Sister Miyako, Saotome Makoto                                             |                                     |
| 2004    | Monster                                      | Eruza                                                                     |                                     |
| 2005    | Oh My Goddess!                               | Sora Hasegawa                                                             |                                     |
| 2006    | Kujibiki Unbalance                           | Renko Kamishakujii                                                        |                                     |
| 2008    | Naruto: Shippuden                            | Konohamaru Sarutobi                                                       |                                     |
| 2011    | My Little Pony: Friendship Is Magic          | Apple Bloom                                                               |                                     |
| 2011    | Sgt. Frog                                    | Terara                                                                    |                                     |
| 2012    | Naruto SD: Rock Lee and his Ninja Pals       | Konohamaru Sarutobi                                                       |                                     |
| 2012    | Poyopoyo Kansatsu Nikki                      | Poyo                                                                      |                                     |
| 2012    | Smile PreCure!                               | Candy, Smile Pact                                                         |                                     |
| 2012    | Hunter × Hunter (Second Series)              | Cheadle Yorkshire                                                         | Cheadle Yorkshire                   |
| 2014    | JoJo's Bizarre Adventure: Stardust Crusaders | Mannish Boy                                                               | [ 2 ]                               |
| 2014    | PriPara                                      | Unicorn                                                                   |                                     |
| 2015    | Blood Blockade Battlefront                   | Nej                                                                       |                                     |
| 2015    | Shin – Cậu bé bút chì                        | Suika Chan                                                                | Tập 870                             |
| 2016    | The Morose Mononokean                        | Yahiko                                                                    |                                     |
| 2018–19 | Persona 5: The Animation                     | Morgana                                                                   |                                     |
| 2019    | The Morose Mononokean II                     | Yahiko                                                                    |                                     |
| 2019    | Dororo                                       | Yokai Kozo                                                                |                                     |
| 2021    | Wonder Egg Priority                          | Dot, Hyphen, Kirara Rodriguez Matured XVIII Evening Star SS Plum          |                                     |

### OVA
| Năm  | Chức vụ                                             | Vai trò                                | Ghi chú khác |
| ---- | --------------------------------------------------- | -------------------------------------- | ------------ |
| 1990 | CB Chara Nagai Go World                             | Sayaka Yumi                            |              |
| 1991 | Shakotan Boogie                                     | Yumi                                   |              |
| 1993 | Oh My Goddess!                                      | Sora Hasegawa                          |              |
| 1996 | Twin Signal                                         | Signal                                 | Cả 3 tập     |
| 1997 | Variable Geo                                        | Manami Kusunoki                        |              |
| 2000 | Legend of the Galactic Heroes Gaiden                | Margareta von Herxheimer               |              |
| 2002 | Gate Keepers 21                                     | Ayane Isuzu                            |              |
| 2002 | Harukanaru Toki no Naka de~Ajisai Yumegatari~       | Fuji-hime                              |              |
| 2002 | Nurse Witch Komugi                                  | Koyori Kokubunji, Maya                 |              |
| 2003 | Harukanaru Toki no Naka de 2 ~Shiroki Ryuu no Miko~ | Fujiwara no Yukari, Fujiwara no Misono |              |
| 2004 | Ojamajo Doremi Na-i-sho                             | Hana-chan, Majo Monroe                 |              |
| 2005 | Majokko Tsukune-chan                                | Kanako                                 |              |
| 2013 | Bữa tiệc tử thi                                     | Sachiko Shinozaki                      |              |
| 2016 | Persona 5: The Animation - The Day Breakers         | Morgana                                |              |

### Hoạt hình chiếu rạp
- My Neighbor Totoro (1988) – A Girl
- Detective Conan phim (1997–) – Mitsuhiko Tsuburaya (trừ Thám tử lừng danh Conan: Lễ cầu hồn của thám tử)
- Martian Successor Nadesico: The Motion Picture – Prince of Darkness (1998) – Yukina Shiratori
- Pokémon phim (1998–) – Pikachu của Ash
- Oh My Goddess! (2000) – Sora Hasegawa
- Ojamajo Doremi #: The Movie (2000) – Hana-chan
- One Piece phim (2002–) – Tony Tony Chopper (trừ Giant Mecha Soldier of Karakuri Castle)
- Konjiki no Gash Bell!!: 101 Banme no Mamono (2004) – Gash Bell
- Konjiki no Gash Bell!! Movie 2: Attack of the Mecha-Vulcan (2005) – Gash Bell
- Keroro Gunso the Super Movie 4: Gekishin Dragon Warriors (2009) – Terara
- Gothicmade (2012) – Love
- Pretty Cure All Stars New Stage: Mirai no Tomodachi (2012) – Candy, Smile Pact
- Smile PreCure! The Movie: Big Mismatch in a Picture Book (2012) – Candy, Smile Pact
- Pretty Cure All Stars New Stage 2: Kokoro no Tomodachi (2013) – Candy, Smile Pact
- Mary and the Witch's Flower (2017) – Tib-cat
- Doraemon: Nobita's Chronicle of the Moon Exploration (2019) – AI
- Kimi wa Kanata (2020) – Gimon

### Trò chơi điện tử
- Another Eden (Morgana, Nopaew)
- Ar tonelico Qoga (Mute)
- Battle Stadium D.O.N (Tony Tony Chopper)
- Blood Will Tell (Dororo)
- Brave Fencer Musashi (Topo, Jam)
- Corpse Party: Blood Covered Repeated Fear (Sachiko Shinozaki)
- Corpse Party: Book of Shadows (Sachiko Shinozaki)
- Corpse Party:Blood Drive (Sachiko Shinozaki)
- Corpse Party - The Anthology - Sachiko's Game of Love Hysteric Birthday 2U (Sachiko Shinozaki)
- Daraku Tenshi - The Fallen Angels (Musuran (Yuiran)
- Detective Conan: Tsuioku no Mirajiyu (Mitsuhiko Tsuburaya)
- Fire Emblem Awakening (Tiki)
- Fire Emblem Heroes (Adult Tiki)
- FIST (Ai Momoyama)
- Guardian Heroes (Nicole Neil)
- Gulliver Boy (Edison)
- Gunbird 2 (Marion)
- Gunparade March (Isizu)
- Harukanaru Toki no Naka de trong vai Fuji-hime
- Harukanaru Toki no Naka de 2 trong vai Fujiwara no Yukari and Misono
- Harukanaru Toki no Naka de 3 trong vai Hakuryuu (Child)
- Kingdom Hearts II  (Vivi Orunitia)
- Konjiki no Gash Bell !!  loạt (Gash Bell)
- League of Legends (Teemo)
- Martian Successor Nadesico (Yukina)
- Loạt Marvel vs. Capcom (Hoover)
- Loạt Mega Man Legends (Data, Bon Bonne)
- Musashi: Samurai Legend (Amestris)
- Nora to Toki no Kōbō: Kiri no Mori no Majo (Keke)
- Loạt Ojamajo Doremi (Hana-chan)
- Loạt One Piece (Tony Tony Chopper)
- Persona 5 (Morgana)
- Loạt Pokémon (Pikachu)
- Popolocrois: Narcia's Tears And The Fairy's Flute (Kirara)
- Pretty Fighter (Ai Momoyama)
- Project X Zone 2 (Tiki)
- Sdorica (Maria)
- Shenmue II (Fangmei)
- Shironeko Project (Nanahoshi)
- Smile Precure! Let's Go! Märchen World (Candy)
- Sonic Shuffle (Lumina)
- Loạt Super Smash Bros. (Pikachu)
- Super Smash Bros. Ultimate (Tiki (lồng tiếng Nhật), Morgana (lồng tiếng Nhật)) a
- Tales of the Abyss (Ion, Sync, Florian)
- ToHeart (Rio Hinayama)
- Tokimeki Memorial Girl's Side (Mizuki Sudou)
- Wild Arms Alter Code: F (Jane Maxwell)

### Phim chuyển thể
- Love & Peace (2015) - Kame
- Pokémon Detective Pikachu (2019) - Detective Pikachu
- Patalliro! (2019)

### CD kịch
- Ouran High School Host Club (Mitsukuni Haninozuka)
- Elemental Gelade (Cisqua)

### Vai trò lồng tiếng

#### Live-action
- Election (Tracy Flick (Reese Witherspoon))[3]
- Forrest Gump (Forrest Gump Junior (Haley Joel Osment))[4]
- How the Grinch Stole Christmas (Cindy Lou Who (giọng nói) (Taylor Momsen))[5]
- How to Marry a Millionaire (Phiên bản New Era Movies) (Schatze Page (Lauren Bacall))[6]
- Mercury Rising (Simon Lynch (Miko Hughes))[7]
- Milk Money (Frank Wheeler)[8]
- Multiplicity (Zack Kinney)[9]
- One Fine Day (Maggie Taylor (Mae Whitman))[10]
- Ramona and Beezus (Ramona Quimby (Joey King))[11]
- Stuart Little (George Little (Jonathan Lipnicki))[12]
- Uptown Girls (Laraine "Ray" Schleine (Dakota Fanning))[13]

#### Hoạt hình
- My Little Pony: Friendship is Magic (Apple Bloom)
- Moominvalley (Little My)[14]
- Animaniacs (Dot Warner)
- 44 Cats (Pilou)